# Крайній провулок (Київ)
Кра́йній прову́лок — провулок у Деснянському районі м. Києва, селище Троєщина. Пролягає від Радосинської вулиці до кінця забудови.
Назва присвоєна згідно з рішенням Київради від 27 травня 2010 року.